# Мишель-Анж — Отёй (станция метро)
Мишель-Анж — Отёй (фр. Michel-Ange – Auteuil) — пересадочный узел линий 9 и 10 Парижского метрополитена. Один из трёх пересадочных узлов, в состав которого входит промежуточная станция, с которой можно уехать только в одном направлении (два других — Мишель-Анж — Молитор на этих же линиях и Пляс-де-Фет на линиях 7bis и 11). Назван по пересечению двух улиц — рю Мишель-Анж и рю Отёй (главная улица бывшей деревни Отёй, вошедшей в состав Парижа.

## История
- Первым (30 сентября 1913 года) открылся зал, ныне входящий в состав линии 10. На момент открытия зал входил в состав пускового участка Шарль-Мишель — Порт-д'Отёй, входившего в состав линии 8.
- 8 ноября 1922 года открылся зал линии 9 (участок Трокадеро — Экзельман, между залами был сооружён переход).
- 27 июля 1937 года в результате реорганизации линий метро в левобережной части Парижа участок Порт-д'Отёй — Ла Мотт-Пике — Гренель перешёл в состав линии 10. До открытия продления к станции Булонь — Пон-де-Сен-Клу на западном окончании линии осуществлялось петлевое движение.
- Пассажиропоток по входу в 2011 году, по данным RATP, составил 2 206 285 человек[2], и на протяжении следующих двух лет стабильно рос: в 2012 году показатель составил 2 218 419 человек,[3], в 2013 году — 2 222 709 человек[4]

## Особенности планировки и путевое развитие
- Зал линии 9 сооружён по типовому проекту (односводчатая станция с боковыми платформами)
- К платформе зала линии 10 примыкают два пути, из них в пассажирском сообщении используется только южный. Северный путь, являющийся примыканием ССВ со стороны станции Жасмин линии 9, планировалось использовать в пассажирском сообщении для подвоза зрителей к стадиону Парк де Пренс, в связи с чем была проложена специальная ветка от станции Порт д'Отёй линии 10 к станции Порт де Сен-Клу линии 9 с промежуточной станцией Порт-Молитор. Однако в ходе строительства было принято решение прекратить строительство станции Порт-Молитор, в результате чего путь не используется в пассажирском сообщении и отгорожен от платформы металлическим забором. На перегоне Мишель-Анж — Отёй — Порт д'Отёй, в конце вышеупомянутого служебного съезда, расположены пошёрстный и противошёрстный съезды.

## Галерея

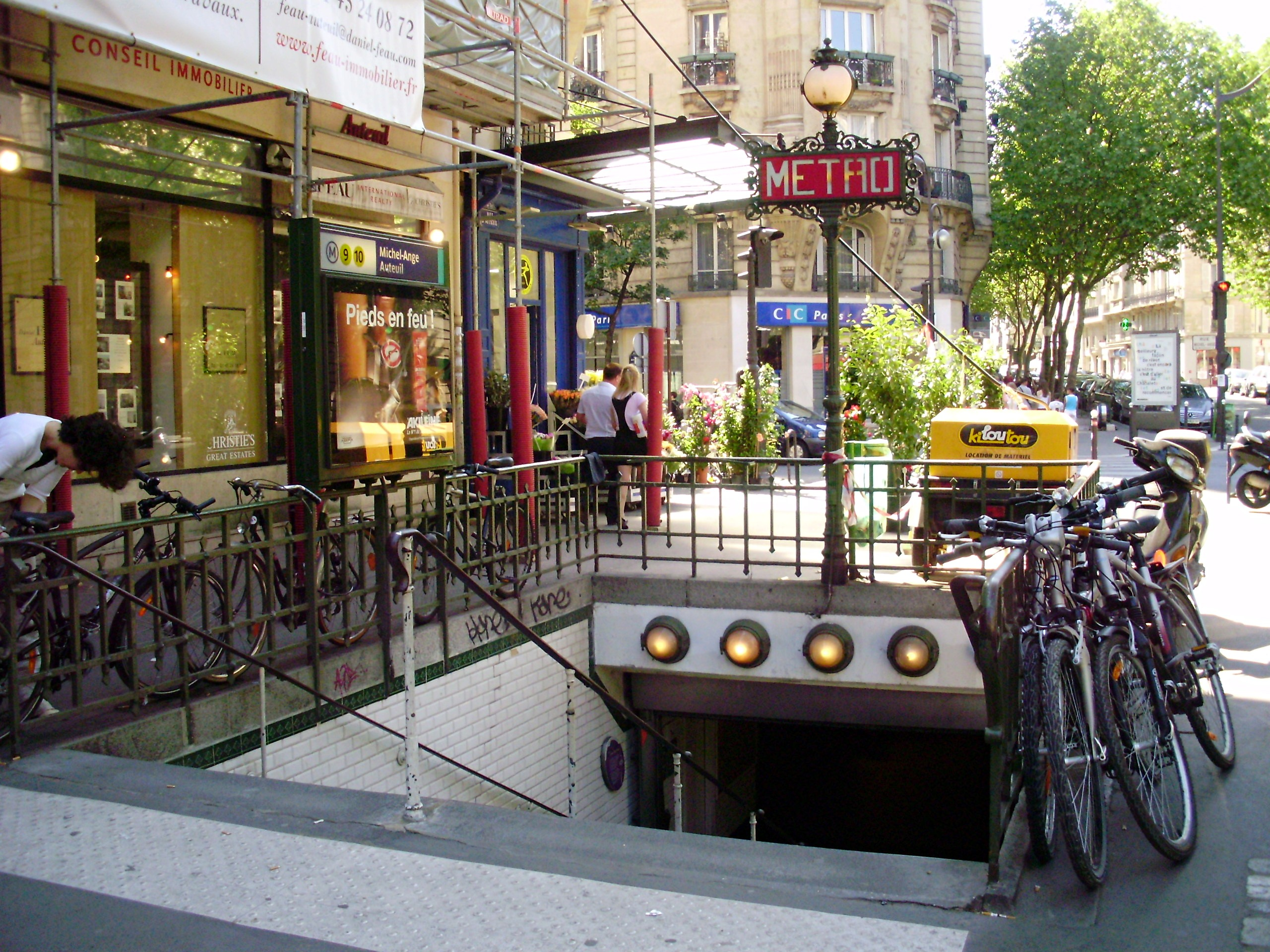
Лестничный сход
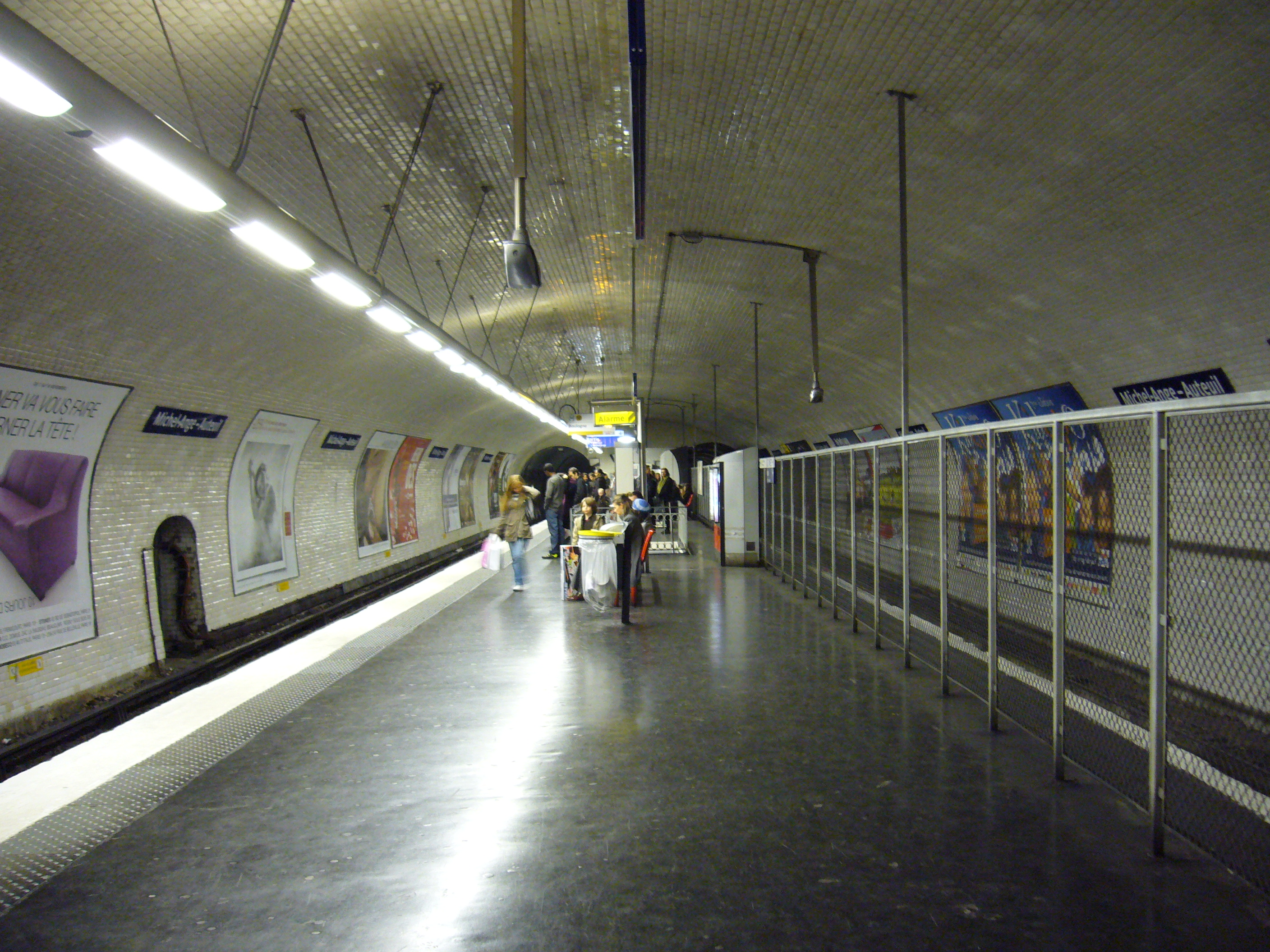
Зал линии 10. Путь справа — примыкание служебного поворота с линии 9